# Isabel Besora
Isabel Besora també és coneguda com La Pastoreta o la fadrineta. La seva biografia la trobem recollida entre la història i la llegenda que s'ha anat elaborant al llarg dels segles i parla d'una noia que va néixer a Reus el 1576. Josep Olesti recull la llegenda, i diu que va néixer a Reus el 17 d'agost de 1576 i va morir també a Reus el 29 de desembre de 1594. Diu també que era filla de Joan Besora, paraire, i de Caterina. Al carrer de l'Hospital, al número 14, hi ha una placa que diu que va néixer en aquella casa.

## Història
A finals del segle xvi, Reus va patir una vegada més una epidèmia de pesta. Les mesures profilàctiques de l'època no van poder aturar-la. Però un dia indeterminat del 1592 una fadrineta va tenir una visió: se li aparegué la Mare de Déu en un lloc apartat, a la vora del camí que anava a Cambrils. Li va donar un missatge, va demanar que es recuperés un antic costum (des del segle xiii, segons l'historiador i arxiver Saldoni Vilà), la devoció a la Candela, que consistia a tenir una candela encesa, tan llarga com per donar el tomb a les muralles de la vila, de forma permanent a l'altar de la parròquia. Així la pesta desapareixeria. La pastoreta es va presentar als jurats de la vila i va dir al jurat en cap, Joan Olivers, que la Mare de Déu se li havia aparegut i va donar-li el missatge. Els jurats no en van fer cas, la titllaren de visionària, i li van demanar proves del que deia. La noia va tornar al camp on segons ella se li havia aparegut la Mare de Déu, i després de pregar, se li va tornar a aparèixer; la noia li va explicar que els Jurats no la creien sense proves i la Mare de Déu, amb la seva mà, li va fer sortir el dibuix d'una rosa a la galta. Segons una altra versió la presència de la rosa va ser dibuixada amb un petó. Algunes hipòtesis defensen que aquest esdeveniment va establir la rosa com a símbol de Reus, però el símbol ja existia segles abans.
Segons Gort i Palomar, que han treballat el tema, van ser quatre els autors que van forjar la llegenda de la Mare de Déu, intercalant-hi notes històriques: a mitjan segle xvii, Narcís Camós, un religiós dominic nascut a Girona, a finals del segle xviii, el franciscà Josep Rius i l'arxiver Saldoni Vilà, i a finals del segle xix l'escriptor i catòlic integrista Francesc Torné.
El fet, tal com ens ha arribat, diu que a una noia, anomenada Isabel Besora, nascuda el 1576 i a la que se li atribueix l'ofici de pastora, quan portava les ovelles a pasturar, a causa de les seves oracions se li va aparèixer la Mare de Déu. La imatge que la pastoreta identificà amb la Mare de Déu va ser la Verge dels Set Goigs, que es venerava a la capella de Betlem, al carrer de Monterols. Les actes municipals mencionen la compra d'un terreny entre 1593 i 1598 per a edificar-hi una ermita, l'augment del pressupost per la compra i manteniment d'una candela, la desaparició de la pesta i la devoció popular que va fer traslladar la imatge des de la capella de Betlem a la nova ermita el 1602, sota l'advocació de la Mare de Déu de Misericòrdia.
L'aparició s'ha perpetuat a través d'un ball parlat, el Ball de la Mare de Déu, una peça de teatre popular representada al carrer, on els personatges interpreten el miracle. La ciutat de Reus l'hi ha dedicat una plaça la Plaça de la Pastoreta.

## La Pastoreta

### Història de l'escultura
→ Llegiu l'article principal sobre Joan Rebull Torroja.
L'escultura de La Pastoreta que avui es pot trobar a la Plaça de la Pastoreta a Reus, fou encarregada a l'escultor català Joan Rebull Torroja al segle XX per la ciutat de Reus per a glorificar la figura d'Isabel Besora. Va realitzar l'obra l'any 1951 i inaugurada el 1954 a Reus; se situa doncs a l'etapa de les últimes dècades de la vida de l'artista, quan va rebre encàrrecs d'escultura de gran format o monumental.
L'aspecte final de la plaça, amb l'escultura, va ser molt controvertit per la ciutadania, i el mateix escultor va quedar-ne decebut, ja que ell la pensava com un lloc de repòs en el camí cap a l'Ermita de Misericòrdia. Per aquest motiu, l'any 1977 l'Ajuntament de la ciutat, presidit per Josep Francesc Llevat, va regalar l'escultura al Vaticà, acte que va provocar manifestacions i concentracions sota el lema "Volem La Pastoreta", on es demanava la restitució de la peça. Tot i que aquesta restitució no fou possible, Joan Rebull va fer entrega a la ciutat d'una nova Pastoreta, una copia lleugerament diferent.
La versió definitiva en bronze de l'escultura va ser presentada a la Biennal de Sao Paulo de l'any 1954.

### Altres versions de l'obra
Existeixen altres versions o còpies de l'obra original en menor format, també realitzades per l'escultor Joan Rebull. Una d'elles, feta en bronze, es pot trobar a la Fundació Municipal Joan Abelló, museu situat a Mollet del Vallès, realitzada als voltants de l'any 1955. L'obra mostra, com aquella a Reus, una figura femenina dempeus que porta un vestit llarg i auster amb plecs que li confereixen verticalitat. Duu un petit anyell en braços. Fixa la mirada cap a l'infinit i transmet un aire de serenitat i de innocència que li confereixen gran naturalitat i humanitat. És la primera escultura de cos sencer que Rebull va concebre amb paràmetres arcaics, en els que s'adverteix la simplicitat del rostre i l'estilització del vestit, que recorda a l'Auriga de Delfos. A més, Rebull va introduir com a atribut de la pastoreta l'ovella autòctona.